# گنبد لیشتر
گنبد یاسین لیشتر مربوط به سدهٔ ۷ و ۸ ه‍.ق است و در شهرستان گچساران، جاده دوگنبدان به بهبهان، در دشت لیشتر ومرکز دهستان لیشتر روستای [اسلام آباد عربها]واقع شده و این اثر در تاریخ ۱۶ آذر ۱۳۷۶ با شمارهٔ ثبت ۱۹۳۵ به‌عنوان یکی از آثار ملی ایران به ثبت رسیده‌است.